# Evangelický hřbitov v Koňákově
Evangelický hřbitov v Koňákově se nachází ve městě Český Těšín, v centru části Koňákov, a to na ul. Středové. Má rozlohu 1157 m² (bez pozemku s kaplí).

## Historie
Evangelický (luterský) hřbitov v Koňákově byl posvěcen 27. července 1890 superintendentem Theodorem Haase. Kaple na hřbitově nese vročení 1889; roku 1913 byly do věže kaple umístěny dva zvony, odlité ve Vítkovicích. Roku 1906 se hřbitov stal dějištěm tragédie, když kulový blesk usmrtil 13 osob najednou. Roku 1973 byla hřbitovní kaple stavebně upravena do současné podoby; roku 2021 byla kaple renovována.
Hřbitov je v církevním vlastnictví; jeho provozovatelem je město Český Těšín.

## Galerie

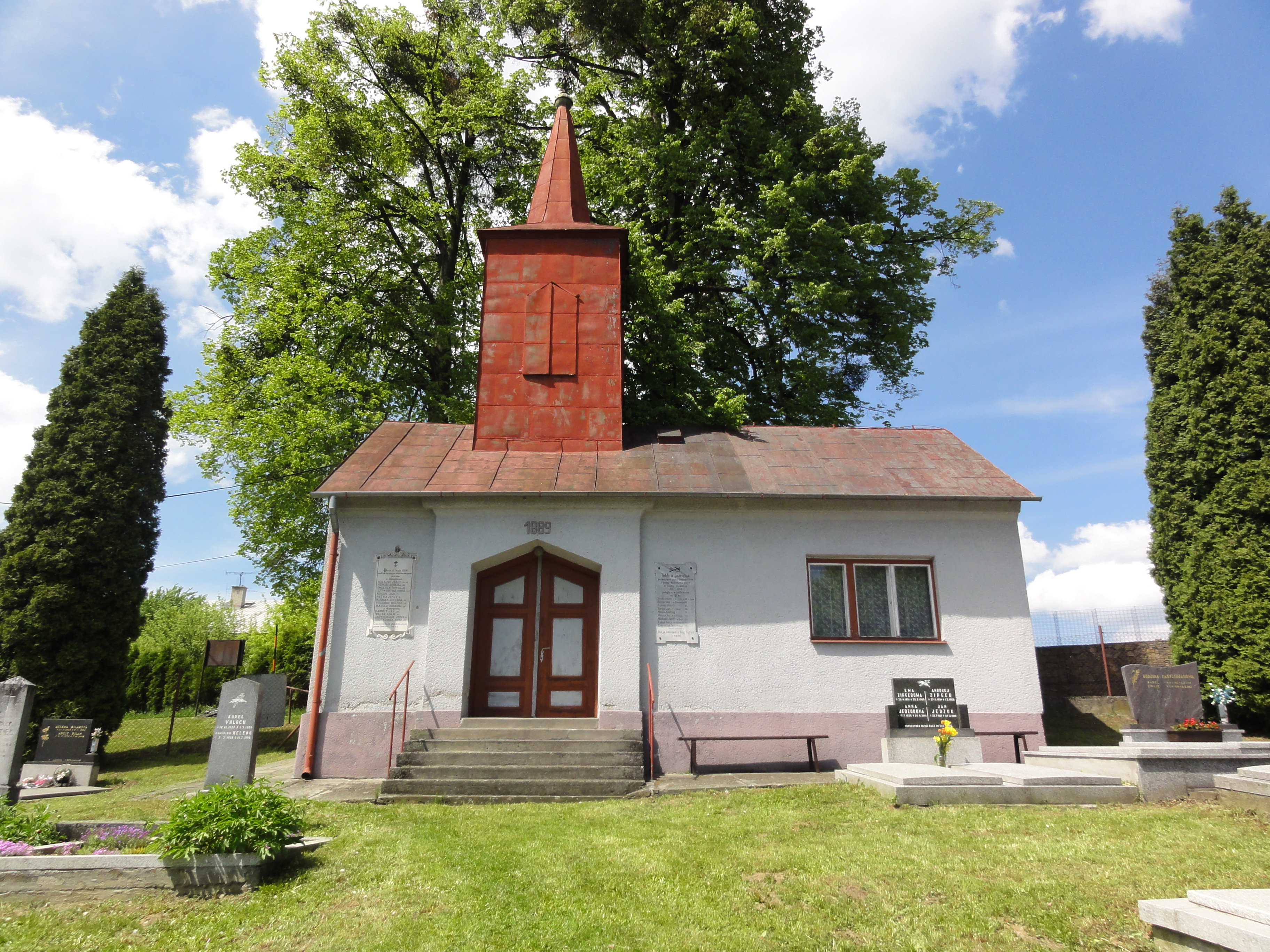
Hřbitovní kaple (snímek z roku 2013)
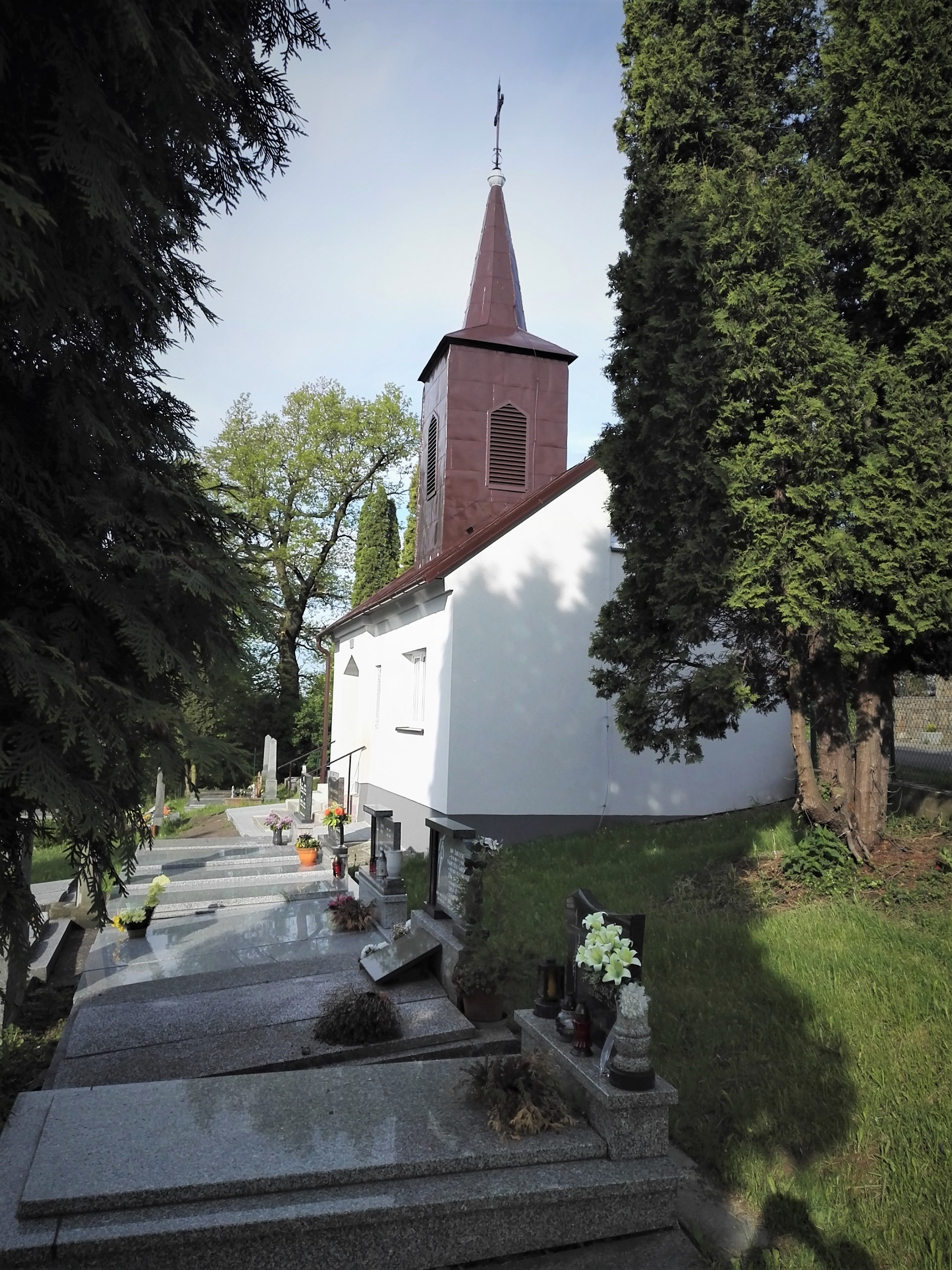
Hřbitovní kaple (po renovaci v roce 2021)
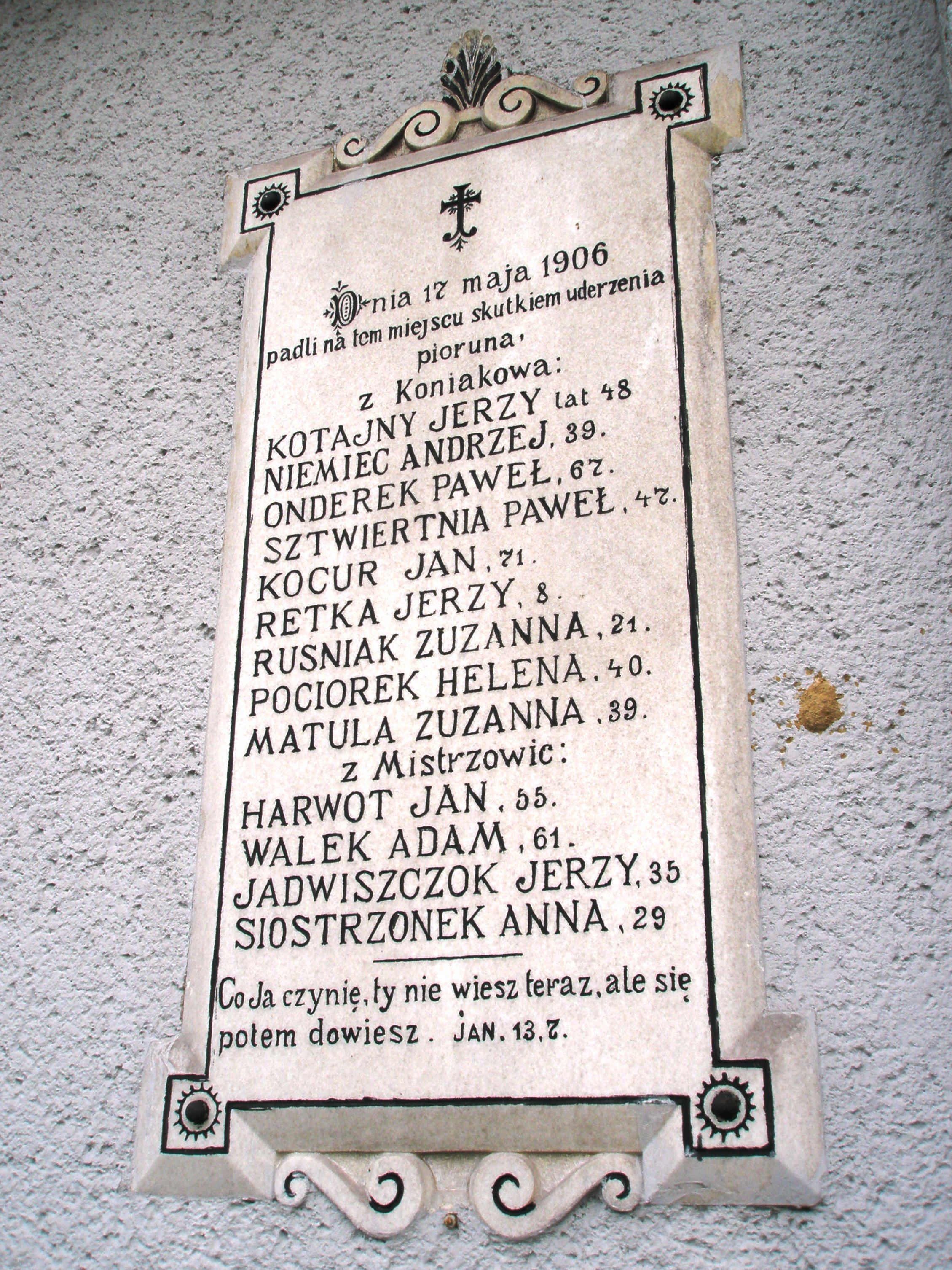
Pamětní deska obětem tragédie z roku 1906
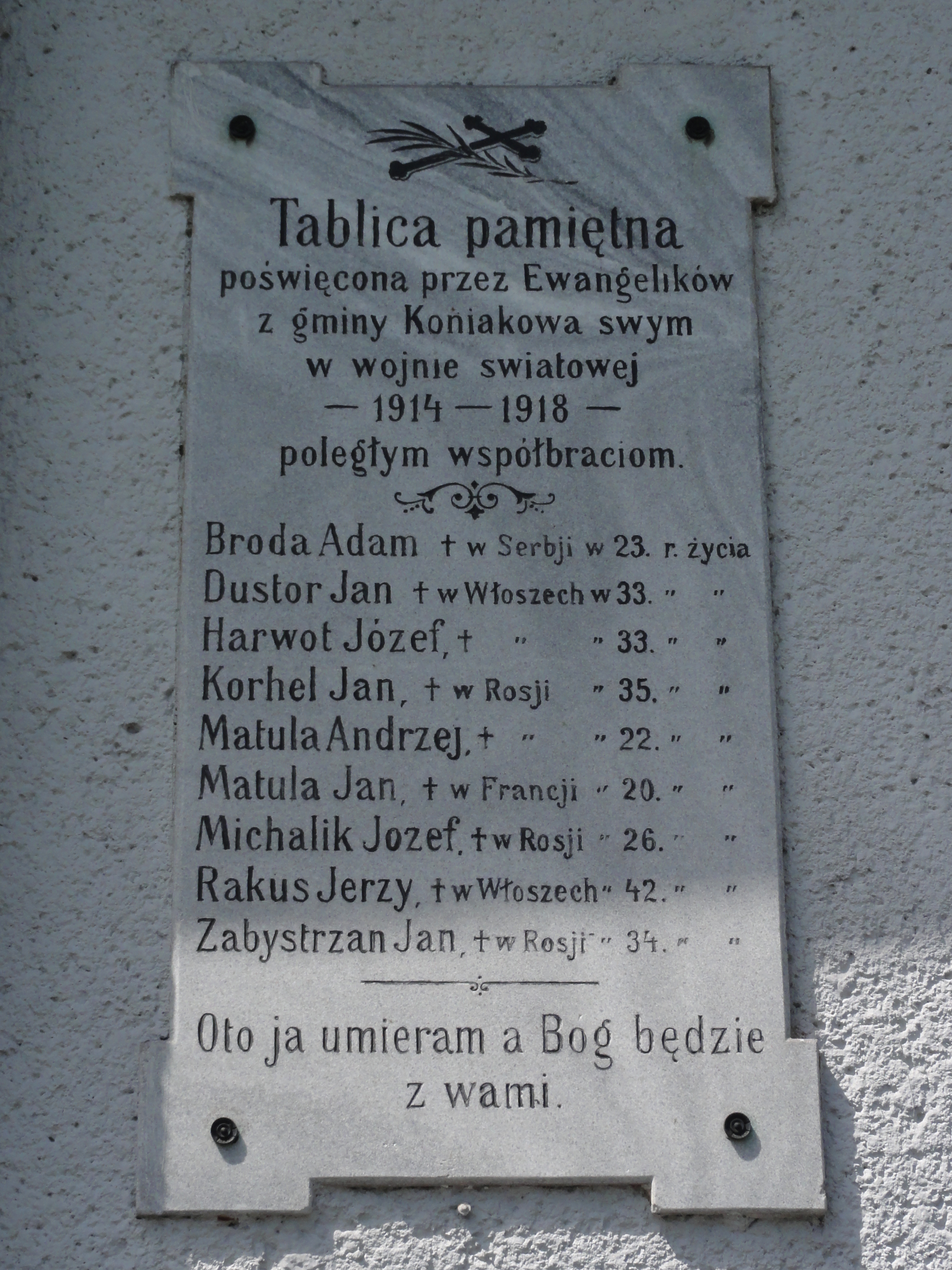
Pamětní deska obětem 1. světové války
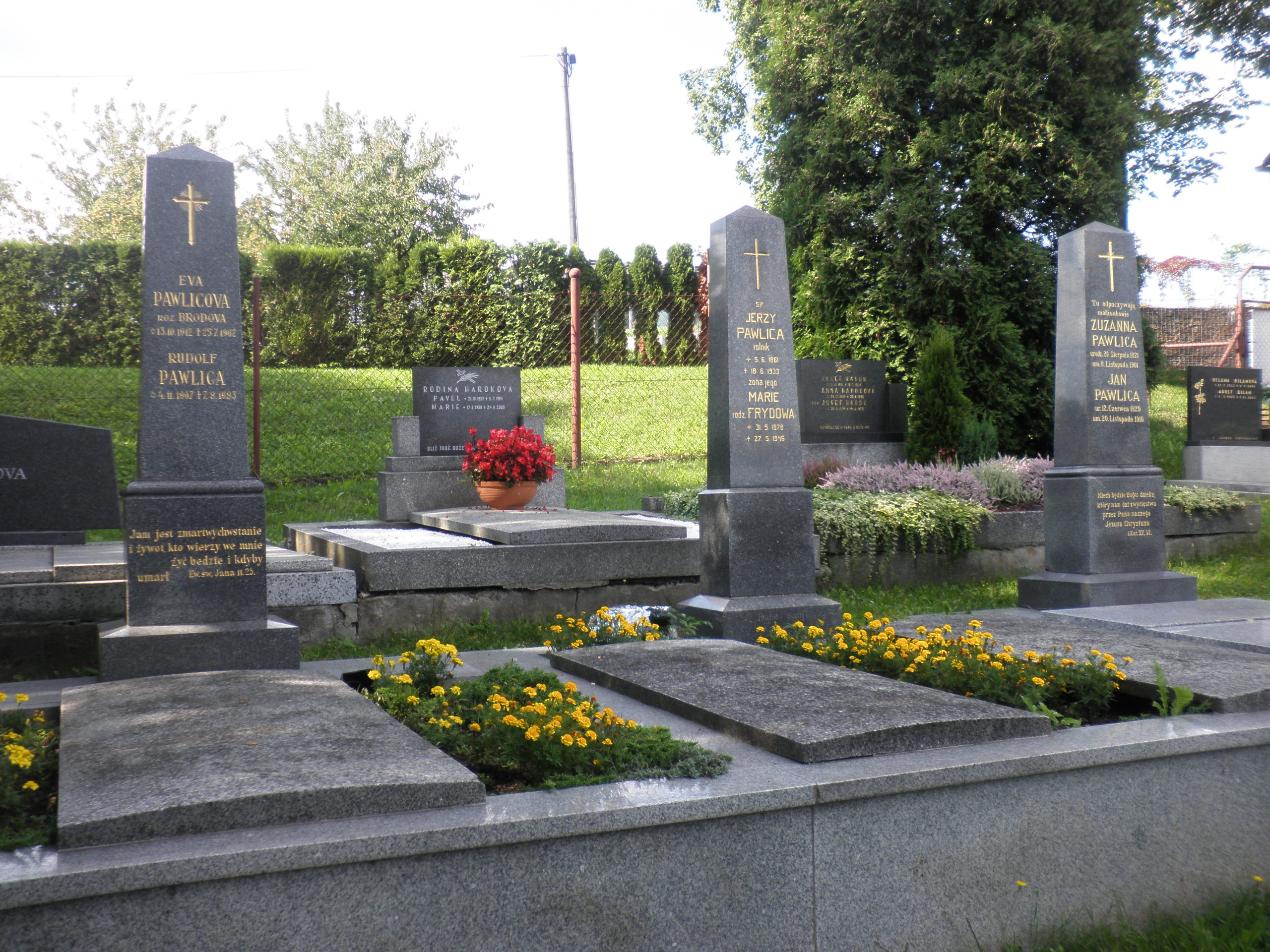
Nekropole rodiny Pawlicových
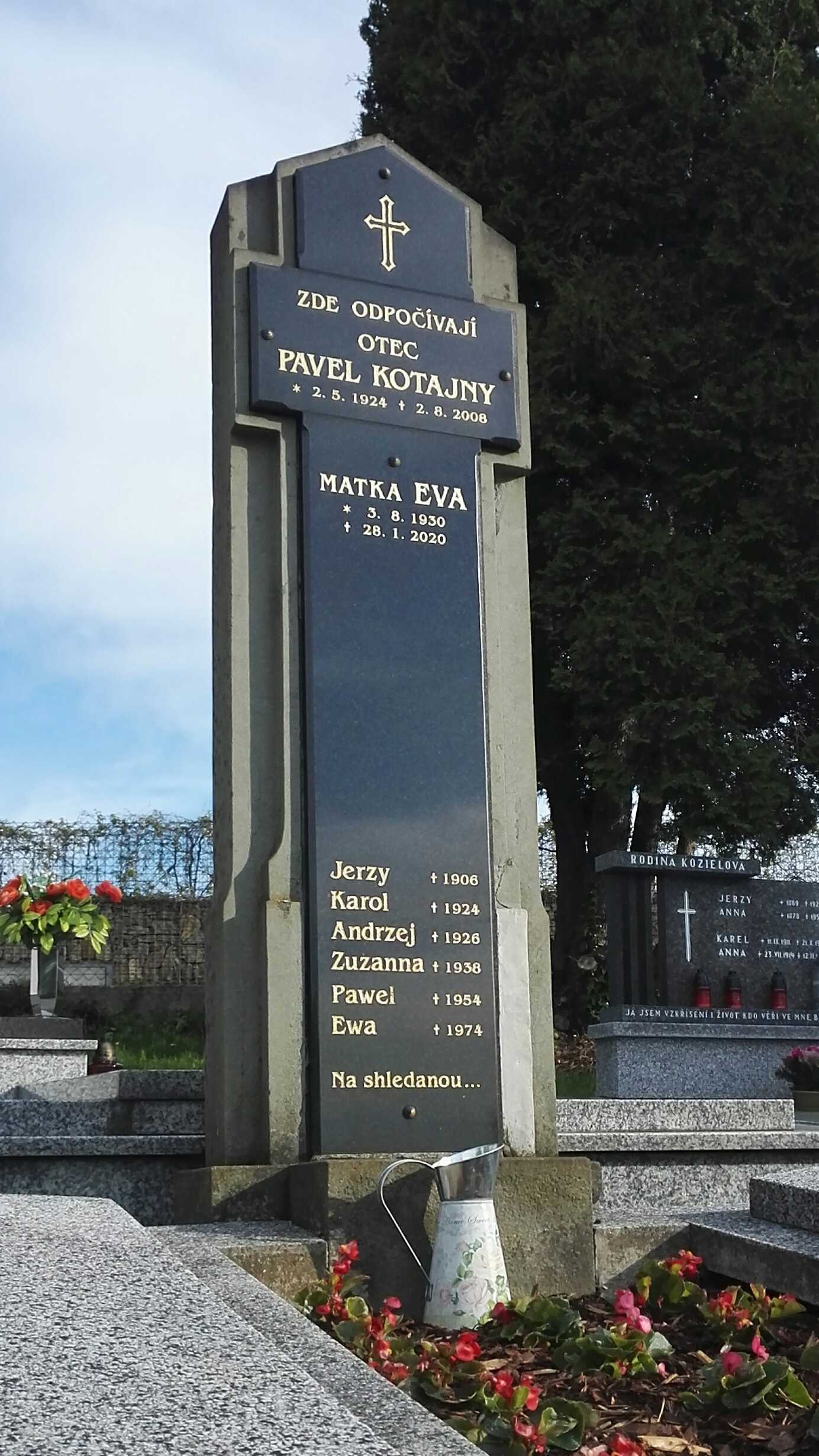
Hrob rodiny Kotajnych s jednou z obětí neštěstí v roce 1906